# Virginie Beauregard D.

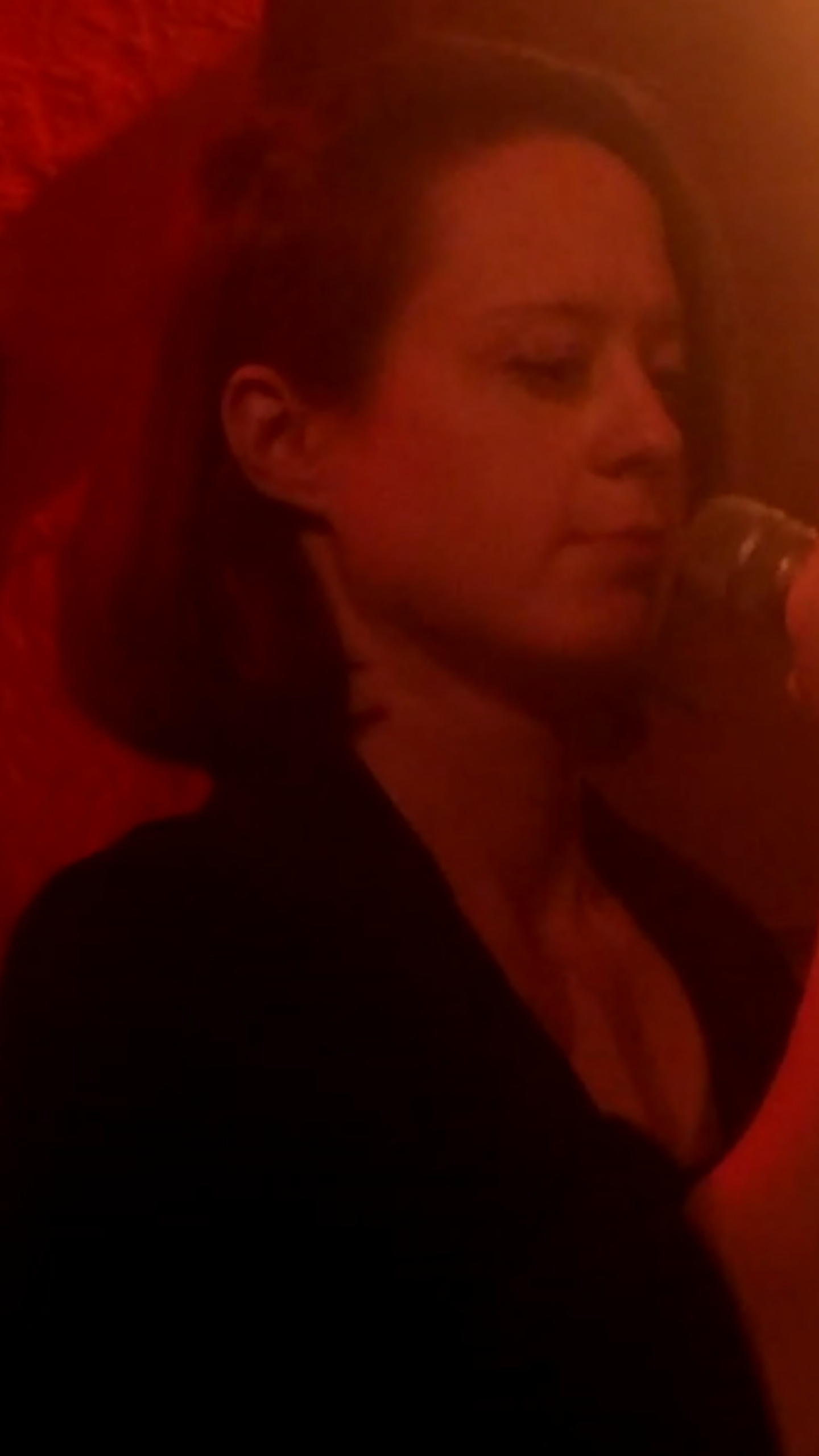
Virginie Beauregard au Quai des Brumes (Montréal, Québec) en 2021

Virginie Beauregard D., est une poétesse, musicienne et artiste visuelle québécoise.

## Biographie
Poète, musicienne et artiste visuelle, la pratique de Virginie Beauregard D. allie l'intangible et le concret en s'inspirant des codes du fanzine tout en travaillant au décloisonnement des frontières entre les arts visuels et la littérature.
Virginie Beauregard D. publie son premier recueil, Les heures se trompent de but, aux Éditions de l’Écrou (2010) suivi D'une main sauvage (2014) ainsi que de Les deniers coureurs (2018), toujours aux Éditions de l'Écrou,. Elle fait également paraître Perruche dans la collection de poésie jeunesse de La courte échelle (2019).
Virginie Beauregard D. écrit également pour des collectifs, des revues, des catalogues d’exposition ainsi que pour le théâtre (Estuaire, Moebius, Nouveau Projet, etc.). Au Québec comme à l'international, Virginie Beauregard D. est active sur la scène littéraire,.
Elle remporte notamment le prix littéraire "Tank-girl" du Gala de l’Académie de la vie littéraire (2011) ainsi que le Prix Jean- Lafrenière–Zénob remis par le Festival international de la poésie de Trois-Rivières (2016). Elle est aussi finaliste au prix Émile-Nelligan (2015), pour son recueil D'une main sauvage, au Prix des libraires du Québec (2019) pour Les derniers coureurs ainsi qu'au prix Alvine-Bélisle pour Perruche (2020),,,,,,.

## Œuvres

### Poésie
- Les heures se trompent de but, Montréal, Éditions de l'Écrou, 2010, 171 p.  (ISBN 978-2-9811485-1-3)
- D’une main sauvage, Montréal, Éditions de l'Écrou, 2014, 125 p.  (ISBN 9782981391131)
- Les derniers coureurs, Montréal, Éditions de l'Écrou, 2018, 81 p.  (ISBN 9782924682111)

### Poésie jeunesse
- Perruche, Montréal, La Courte Échelle, 2019, 57 p.  (ISBN 9782897742331, 289774233X, 9782897742348 et 9782897742355)

### Théâtre
- Vous êtes tous des petits garçons qui rêvez de lilas en fleurs, poème de Virginie Beauregard D. interprété par l’actrice Andrée Lachapelle au Théâtre de Quat’Sous dans le cadre de l’happening poétique Dans les charbons de Loui Maufette.
- Le couloir des possibles, Création de Anne Sophie Rouleau et Marie-Eve Fortier. Textes de Steve Gagnon, Marie-Louise Bibish Mumbu, Virginie Beauregard D., Claudine Vachon, Anne-Marie Guilmaine et Jean-Christophe Réhel présenté à l’Espace libre, 2017.

### Catalogue d'exposition, collectif et autres
- Visages de lumière, sous la coordination de Sylvain Fortin, Josée Lafrance, artiste-photographe et Virginie Beauregard D., poète, Deux-Montagnes, Société québécoise de la Trisomie-21, Organisme national, 2016, 52 p.  (ISBN 9782980779749)
- Femmes rapaillées, sous la direction d'Isabelle Duval et de Ouanessa Younsi, Montréal, Mémoire d'encrier, 2016, 240 p.  (ISBN 978-2-89712-369-7)
- Ce qui existe entre nous : dialogues poétiques, sous la direction de Sara Dignard, Montréal, les Éditions du Passage, 2018, 174 p.  (ISBN 9782924397510 et 9782924397473)
- Et si on s'éteignait demain?, sous la direction de Marie-Élaine Guay, Montréal, Del Busso Éditeur, 2019, 116 p.  (ISBN 978-2-924719-77-0)

## Prix et honneurs
- 2011 - Récipiendaire : Prix littéraire "Tank-girl", Gala de l’Académie de la vie littéraire (pour Les heures se trompent de but)[7]
- 2015 - Finaliste : Prix Émile-Nelligan (Pour D’une main sauvage)[8],[9]
- 2016 - Récipiendaire : Prix de poésie Jean-Lafrenière-Zénob (Pour D’une main sauvage)[10]
- 2019 - Finaliste : Prix des libraires du Québec (Pour Les derniers coureurs)[11]
- 2020 - Finaliste : Prix Alvine-Bélisle (Pour Perruche)[12]